# سفينة هوائية

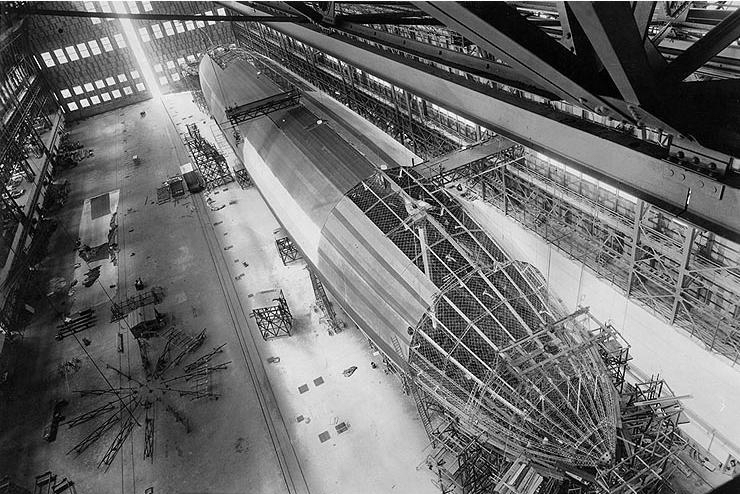
نموذج للسفينة الهوائية

السفينة الهوائية أو المُنطاد الموجه أو المنطاد الهوائي مركبة هوائية أخف من الهواء. وجسم السفينة الهوائية كبير الحجم ويحتوي على غاز أخف من الهواء، وهذا الغاز هو المسؤول عن رفع السفينة الهوائية وبقائها محلقة في الهواء بنفس الطريقة التي يرتفع بها بالون الغاز (المنطاد). ولكن السفينة الهوائية تختلف عن المنطاد، حيث أنَّ لها محركًا يدفعها في الجو. وفي معظم السفن الهوائية معدات لتوجيه حركتها، بينما تعتمد حركة المناطيد على الرياح ولا يمكن توجيهها، ولكنها تتحرك في الاتجاه الذي تهب فيه الريح. وتختلف السفن الهوائية عن كل من الطائرة العادية والطائرة المروحية من حيث أن كلتيهما أثقل وزنا من الهواء. كما أنها تستعمل محركات ومراوح أو أجنحة لتحفظها مرفوعة.
ظهرت السفن الهوائية في القرن التاسع عشر كأول آلات قادرة على الطيران لمسافات طويلة يقودها إنسان، وكذلك يمكن توجيهها، ولعل هذه الصفة كانت سببا في تسميتها في بعض الأحيان المناطيد الموجهة.

## استخدامات السفن الهوائية
استخدمت السفن الهوائية في الحرب العالمية الأولى (1914-1918م) بمثابة قاذفات قنابل وطائرات حماية للسفن ضد هجمات الغواصات، ولبعض المهام الأخرى كحاملات طائرات محمولة جوا، كما استخدمت أيضا في حمل الركاب قبل الحرب وبعدها، وقد وصلت خدمة الركاب بالسفن الهوائية إلى أعلى مستوى لها خلال الثلاثينيات من القرن العشرين، لكن بسبب الحوادث المأساوية للسفن الهوائية، وكذلك لانتشار الطائرات والإقبال المتزايد عليها، وقدرتها على الطيران إلى مدى طويل، فقد أدى هذا كله إلى إيقاف استخدام السفن الهوائية في نقل الركاب، ثم ظهر اليوم من جديد الاهتمام بالسفن الهوائية في كثير من البلدان لاستخدامات أخرى مثل الاستطلاع الجوي، وحراسة السواحل، والإعلانات، ولرفع البضائع ذات الحجم الكبير.

## أنواع السفن الهوائية
هناك ثلاثة أنواع من السفن الهوائية: 1ـ السفن الهوائية المرنة 2ـ السفن الهوائية الصلدة 3ـ السفن الهوائية متوسطة الصلادة.

### 1-السفن الهوائية المرنة
هي أولى الأنواع التي استخدمت وبعضها ما زال يستخدم حتى اليوم، وتتميز بعدم وجود هيكل داخلي لها أو إطار يعطيها الشكل الخارجي، ولهذا فإن ضغط الغاز على الغشاء الخارجي المسمى بالغلاف هو الذي يؤدي إلى احتفاظها بشكلها المميز، وتصنع الأغلفة الحديثة من خيوط صناعية.
تعد المركبات المرنة من أصغر السفن الهوائية، ويصل طول بعضها إلى أقل من 30 م، أما أكبر السفن الهوائية فهي تلك التي استخدمتها البحرية الأمريكية، وتسمى (زد. بي. جي 3 دبليو Z. P. G. 3 W)، وقد تم استخدام هذه المركبات في الفترة بين عامي 1958 و 1962م حيث تم تكليفها بمهام الإنذار المبكر المحمول جوا في تلك الأيام. كان طول قياس هذه المركبات الأمريكية 120م. يصل متوسط أطوال السفن الهوائية المرنة إلى 60 م، وتطير بسرعة من 55 إلى 65 كم في الساعة تقريبا وعلى ارتفاعات تصل إلى حوالي 2,300م.

### 2-السفن الهوائية الصلدة
هي أكبر السفن الهوائية، وتوقفت عن العمل في الوقت الحاضر، وقد صمم المهندسون تلك السفن الهوائية الكبيرة لأنه بزيادة أبعاد السفينة تزيد سعة نقلها، ويطلق على الجسم الرئيسي لتلك السفينة الهوائية اسم البدن، وأشهر السفن الهوائية الصلدة لها بدن مكون من إطار أساسي من الخشب أو المعدن لتدعيم الغشاء الخارجي، كما أطلق أيضًا على السفن الهوائية الصلدة اسم زبلن تخليدا لاسم رائد السفن الهوائية الكونت الألماني فرديناند فون زبلن.
وجاءت أشكال هذه السفن على هيئة سيجار، تتراوح أطوالها بين 120 م وأكثر من 240م، وقد أمكن للنماذج المتطورة منها أن تصل سرعتها إلى 130 كم في الساعة، ويُقَسَّم الجسم إلى مجموعة من الأقسام تسمى الخلايا الغازية، ويحفظ بداخلها غاز دفع السفينة، ويحتوي جسم العديد من هذه السفن على ممرات توضع بها البضائع وخزانات الوقود وأماكن إقامة طاقم المركبة، وبالنسبة للغلاف الخارجي فقد كان يُصنع من مواد مختلفة تتفاوت من القطن المقاوم للظروف الجوية إلى سبائك الألومنيوم.

### 3-السفن الهوائية متوسطة الصلادة
انتشرت السفن من هذا النوع في أوائل القرن العشرين، وهي تماثل إلى حد ما السفن الهوائية المرنة فيما عدا وجود إحدى الدعامات التي تمتد على طول الغلاف الخارجي حتى تحفظ للسفينة شكلها، وتساعد في توزيع الأحمال بداخلها، وغالبا ما تكون السفن الهوائية متوسطة الصلادة أكبر حجما من المرنة، ولكن هذا النوع من السفن الهوائية قد تقلص وجوده في الثلاثينيات من القرن العشرين بسبب تفوق إمكانات النماذج الصلدة والمرنة عليه.

## كيف تطير السفن الهوائية؟

### قوة الرفع
هي القوة التي ترفع السفينة الهوائية فوق الأرض وتحافظ عليها في الهواء، وتتولد قوة الرفع بسبب وجود غاز بداخل السفينة له كثافة أقل من كثافة الهواء الجوي خارجها، فيدفعها فرق الكثافة إلى الارتفاع في الهواء، ويوضع داخل السفن قدر كافٍ من الغازات الأخف وزنا من الهواء. حتى تستطيع التغلب على وزنها، فترتفع عن الأرض. وقد اعتمدت السفن الهوائية البدائية على غاز الهيدروجين، وهو أخف الغازات، ولكن نظراً لأن هذا الغاز سريع الاشتعال، فقد كان عاملا مهماً في وقوع كثير من كوارث السفن الهوائية، ولهذا فقد حل الهيليوم، وهو غاز خامل، محل الهيدروجين في السفن الهوائية بوجه عام.

### قوة الدفع
هي القوة التي تدفع السفن الهوائية للحركة خلال الهواء. تعتمد معظم السفن الهوائية على محركات ومراوح للحصول على هذا الدفع، وقد توضع هذه المحركات والمراوح في مسطحات عربات ملحقة بجسم السفينة الهوائية الصلدة كبيرة الحجم، كما كان يُثَبَّت بهذه السفن عربات مسطحة منفصلة أخرى للركاب ولطاقم السفينة، أما السفن الهوائية المرنة فإن لديها عربة مسطحة تضم المحرك والطاقم والركاب.

### التحكم
يعتمد التحكم في معظم السفن الهوائية على مجموعة الذيل التي تتكون من زعانف ودفات ورافعات. والزعانف أسطح كبيرة ثابتة، ويوجد أربع منها موزعة بانتظام حول مؤخرة السفينة، وهناك أسطح أخرى أصغر من هذه الزعانف متصلة بها وتتحرك في اتجاهين منها؛ وهما الدفات والرافعات، ويحرك قائد السفينة الدفات عند الدوران، ويحرك الرافعات لخفض مقدمة السفينة الهوائية أو رفعها.
وتحتوي السفن الهوائية الصلدة على صابورة أي ثقل موازنة، وعادة ما يستخدم الماء بمثابة ثقل الموازنة، وعند إسقاط هذا الماء يمكن للسفينة زيادة ارتفاعها بعد أن يخف وزنها بهذا الإسقاط، كما قد يؤدي وجود أمطار أو بعض الظروف الجوية إلى زيادة وزن السفينة أثناء الطيران، ونتيجة لهذا يتحتم على قائد السفينة في أغلب الأحوال إسقاط بعض هذه الأثقال لتخفيف وزن السفينة والاحتفاظ بارتفاعها.

### حُجَيرة البالون
هي وسادة أو حقيبة مليئة بالهواء توضع داخل المركبات الصلدة والمتوسطة الصلادة، وتوضع حجيرة في مقدمة الغلاف وتوضع أخرى في مؤخرته، وتساعد هذه الوسائد على الاحتفاظ بشكل الغلاف الخارجي، فعلى سبيل المثال؛ إذا انخفض ضغط الغاز داخل الغلاف يلزم ضخ هواء داخل تلك الوسادة حتى لا يرتخي الغلاف الخارجي.

### التخزين
كان تخزين السفن الهوائية داخل عنابر كبيرة يمثل مصدر خطورة في الماضي بسبب حركة هذه المركبات أثناء الدخول أو الخروج من ذلك المكان، وقد استطاع المهندسون حل هذه المشكلة جزئيا بوساطة جندول أو صار وهو برج عالٍ ثابت تستطيع السفينة الهوائية أن ترسوَ عنده دون أن تلمس سطح الأرض، وقد أعطى رسو مقدمة السفينة عند الصاري حرية حركة محدودة للسفينة بحيث تستطيع أن تقاوم هبوب الرياح العاتية، كما يتيح الصاري للركاب وطاقم السفينة الصعود إليها بوساطة سلالم داخل الصاري.

## نبذة تاريخية

### أول سفينة هوائية
جاءت فكرة أول سفينة هوائية عندما قام المهندس الفرنسي هنري جيفار ببناء وقيادة أول سفينة هوائية لها القدرة على الحركة ويقودها إنسان، وكما هو الحال بالنسبة لكثير من البالونات فقدكانت الحبال تغطي الغلاف الخارجي لها، وتتدلى إلى أسفل كي تحمل عربة مسطحة مفتوحة. ولكنها بعكس البالونات التي تأخذ شكل الكرة، فإن سفينة جيفار الهوائية كانت على شكل سيجار، ووضع جيفار داخل العربة المسطحة محركًا قدرته 2 كيلوواط وكذلك دفة على هيئة شراع.
في 24 سبتمبر عام 1852م، طار جيفار بمركبته من باريس إلى ترابس بالقرب من فرساي، أي مسافة 27 كم، وبسرعة معدلها 8 كم في الساعة، وقد تمكن بدفة السفينة الصغيرة ومحركها من تغيير الاتجاه، إلا أن هذه السفينة لم تكن سهلة التوجيه.
في عام 1884م استكمل المخترعان الفرنسيان تشارلز رينارد وآرثر كربس بناء سفينة فرنسية تسمى لافرانس تسير بمحرك كهربائي قدرته 7 كيلوواط يحصل على الطاقة الكهربائية من بطارية، وقد طار رينارد وكربس بالمركبة مسافة ثمانية كيلو مترات في مسار دائري بالقرب من باريس، وبسرعة تصل إلى 23 كم في الساعة. وفي عام 1901م أكمل المخترع البرازيلي المولد ألبرتو سانتوس دومونت رحلة طيران بسفينة هوائية حول برج إيفل في باريس.
قام النمساوي ديفيد شفارتز بتصميم أول سفينة هوائية صلدة طارت في 3 نوفمبر عام 1897م. وبالرغم من الصلادة الكاملة لجسم سفينته، فإنها تحطمت بسبب الرياح ولوجود مشكلات آلية وكذلك لعدم مهارة قائد السفينة.

### سفن زبلن
أطلق الكونت فرديناند فون زبلن أول سفينة هوائية تسمى (إل. زد – 1: L – Z 1) عام 1900م، وبلغ طولها 128 م، وكانت تطير بسرعة تصل إلى 27 كم في الساعة، ولم تقم هذه السفينة إلاَّ بثلاث رحلات فقط، حيث كانت قدرة محركها أقل من القدرة المطلوبة لحركتها، وكان ينقصها كذلك معدات التحكم المناسبة، ثم أكمل زبلن سفينته الثانية (إل. زد – 2: L. Z – 2) عام 1905م، ثم أطلق سفينته الثالثة (إل. زد – 3: L. Z – 3)عام 1906م، وقد استخدم الجيش الألماني السفينة (إل. زد – 3 : L. Z. 3) بمثابة أول سفينة هواء حربية.
ساهم زبلن عام 1909م في إنشاء أول خط جوي تجاري في العالم سمي ديلاج، وبلغ طول أول سفينة ألمانية تعمل على هذا الخط 148م، وبها ثلاثة محركات قدرة كل منها 90 كيلوواط. وفي الفترة من عام 1910م حتى عام 1914م استخدم أكثر من 10,000 راكب هذه السفن في الطيران نظير دفع مبالغ مادية.

### الحرب العالمية الأولى
استخدم الألمان سفن زبلن الهوائية وسفنًا هوائية أخرى أثناء الحرب العالمية الأولى لحراسة بحر الشمال واكتشاف مواقع العدو وأسلحته، وكانوا أيضا أول من استخدم السفن الهوائية الصلدة على نطاق واسع للقذف الاستراتيجي لمواقع العدو، إلا أن تلك الغارات المستمرة على إنجلترا لم تؤد إلا إلى خسائر بريطانية ضئيلة، وكانت فرق سفن الهواء بالبحرية الألمانية أكبر مستخدم للسفن الهوائية أثناء الحرب، فقد حصلت على 70 سفينة من سفن زبلن وشوت لانز، فُقِد منها 53 سفينة هوائية نتيجة الحوادث وقصف نيران العدو والظروف الجوية السيئة، وقد تطورت إمكانات سفن زبلن بسرعة فائقة حيث طارت سفينته ل-59 مسافة 6,800كم دون توقف، كما تجاوزت سرعة محركاتها الخمسة 95 كم في الساعة.
قامت بريطانيا ببناء وتشغيل عدد كبير من السفن الهوائية الرخوة وتشغيلها أثناء الحرب، وقد كان استخدام بريطانيا لتلك السفن بصفة أساسية من أجل حماية القطع البحرية من هجمات الغواصات، كما قامت الولايات المتحدة باستخدام السفن الهوائية المرنة لأغراض حراسة المياه الإقليمية ومقاومة الغواصات في الحرب، وكذلك اشتركت فرنسا وإيطاليا في استخدام السفن الهوائية أثناء الحرب.

### بين الحربين العالميتين
بعد الحرب العالمية الأولى صارت السفن الهوائية أكبر وأسرع وأقوى، فعلى سبيل المثال قامت سفن الهواء البريطانية الصلدة (آر-34:R – 34) بأول عبور للمحيط الأطلسي. في 1926م صارت سفينة الهواء الإيطالية نورج أول سفينة هواء تطير فوق القطب الشمالي، إلا أن التصادم الذي حدث في أكتوبر 1930م لسفينة الهواء البريطانية آر 101 وراح ضحيته 48 شخصا كانوا على متنها، أدى إلى إنهاء اهتمام بريطانيا بالسفن الهوائية التجارية. ولمنع حدوث كوارث أخرى من استخدام السفن، فقد استبدل بغاز الهيدروجين غاز الهيليوم في المركبات الأمريكية أثناء الثلاثينيات من القرن العشرين.
وفي الثلاثينيات والأربعينيات من القرن العشرين الميلادي، قامت البحرية الأمريكية بعدة تجارب لتطوير السفن الهوائية الصلدة العملاقة، فأطلقت الأكرون عام 1931م، ثم أطلقت الماكون عام 1933م، بمثابة حاملتي طائرات مقاتلة أثناء طيرانهما، لاستخدامهما مطارات لإقلاع الطائرات الحربية أو هبوطها، وفي أبريل عام 1933م، سقطت الأكرون في عاصفة وراح ضحيتها 73 شخصا، وفي فبراير عام 1935م أدى سوء الأحوال الجوية إلى اندفاع الماكون إلى البحر، ومات شخصان ممن كانوا على متنها، وبهذا وضعت نهاية لبناء السفن الهوائية في الولايات المتحدة.
تعد السفينة الهوائية الألمانية الناجحة (إل زد -127: L – Z 127) جراف زبلن أنجح سفينة هواء صلدة تم بناؤها على الإطلاق، فقد طارت في الفترة ما بين عامي 1928م و1937م مسافة تزيد على 1,6 مليون كم، حملت 13,000 راكب وعبرت المحيط في العديد من رحلاتها، وتعد هذه السفينة أيضاً في ترتيب السرعات أسرع السفن الصلدة على الإطلاق حيث أمكنها الوصول إلى سرعة 130كم في الساعة.

## الهندنبرغ

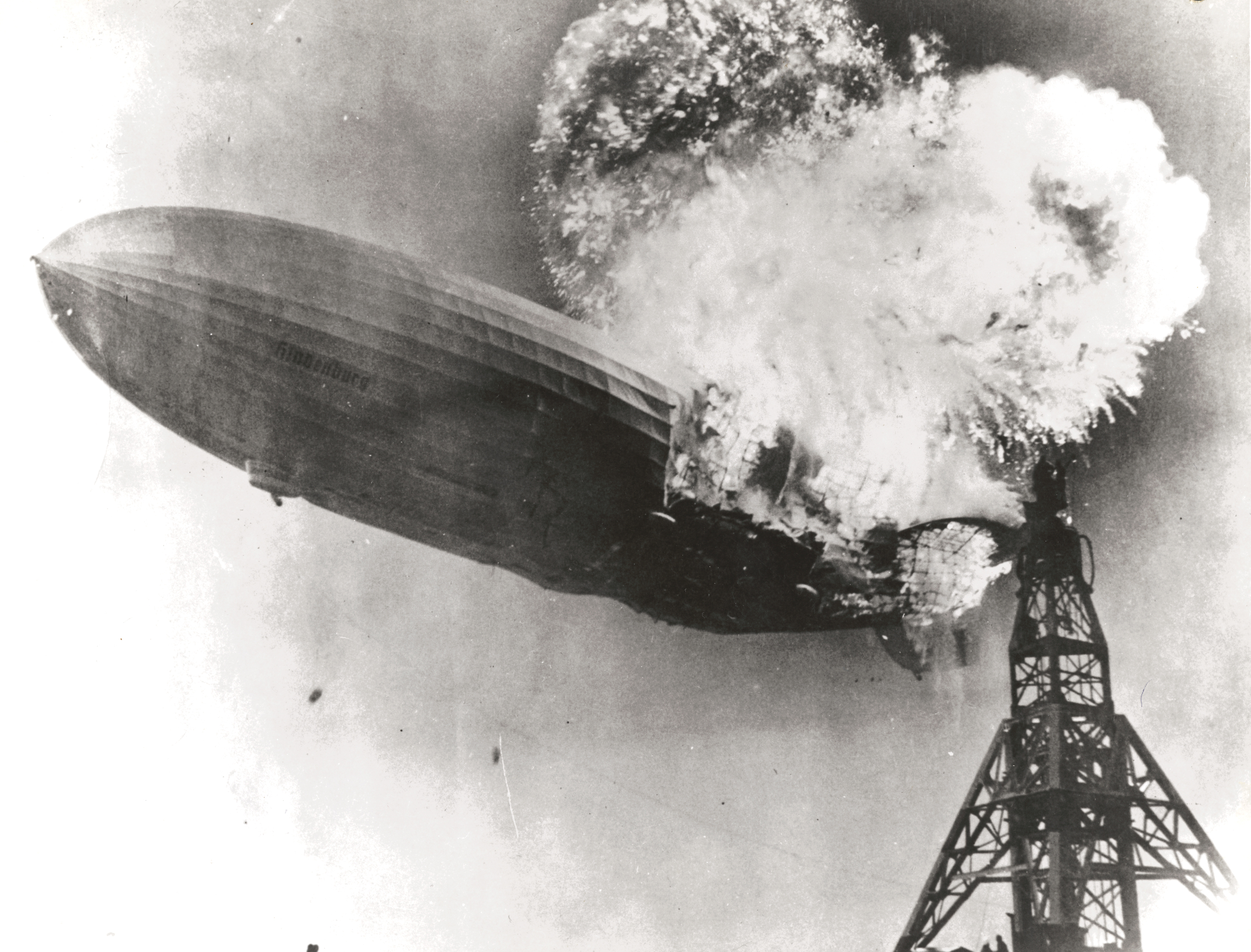
تَحطُّم الهيندنبورغ

تعد هذه السفينة واحدة من أكبر السفن الهوائية التي بنيت على الإطلاق، وقد كان تحطمها إعلانا بنهاية صناعة السفن الهوائية الصلدة في ألمانيا، وقد بلغ طولها 245م وعرضها 41م وحجمها 199,980م§ وبلغت سرعتها 125 كم في الساعة. وفي 6 مايو عام 1937 انفجرت الهيندنبورغ أثناء اقترابها من صاري الربط في ليكهرست بنيوجيرسي في الولايات المتحدة الأمريكية، ومن بين 97 شخصا كانوا على متنها مات 36 فردًا، وكان سبب هذا الانفجار حدوث اشتعال بطريقة ما لعبوتها من غاز الهيدروجين، ووضعت هذه الكارثة أيضا النهاية لاستخدام السفن الهوائية في خدمات الركاب المنتظمة، وكذلك نهاية لتطوير السفن الهوائية الصلدة بوجه عام.

### الحرب العالمية الثانية وحتى الوقت الحاضر
كان لظهور الطائرات الإسهام الأكبر في ندرة استخدام السفن الهوائية المرنة العسكرية أثناء الحرب العالمية الثانية (1939- 1945م)، وتعد البحرية الأمريكية هي القوات العسكرية الوحيدة التي استخدمت السفن الهوائية المرنة استخداما ملحوظا أثناء الحرب؛ حيث طارت فصيلة السفن الهوائية -ك لحراسة المياه الإقليمية للولايات المتحدة ومرافقة القطع البحرية التي تجوبها.
وفي أواخر ستينيات القرن العشرين دخلت السفينة الهوائية المرنة من طراز (زد. بي. جي3 دبليو Z. P. G. 3W) إلى الخدمة العسكرية في القوات البحرية الأمريكية، إلا أن تحطم إحدى هذه السفن في البحر عام 1960م ومصرع كل من كان بداخلها ساهم في إنهاء استخدام السفن الهوائية المرنة في العمليات العسكرية بشكل عام.
في هذه الأيام تجري محاولات محدودة لإعادة استخدام السفن الهوائية، ويستخدم القليل منها في الإعلانات أو بمثابة منصات لآلات التصوير التلفازية المحمولة جواً، ويمكن أن تستخدم في أغراض أخرى في المستقبل، مثل الحراسة والإنذار المبكر أو في عمليات الإنقاذ وأي مهام عسكرية أخرى، ويمكن أن يكمن مستقبل السفن الهوائية في عمليات رفع الأوزان التجارية الثقيلة.

## راجع أيضا
- منطاد المراقبة
- منطاد زبلين